# 只要你相信
《只要你相信》（也可譯為《當你相信時》、《相信相依》或《心存相信》）是1998年夢工廠動畫片《埃及王子》的主題曲，由斯蒂芬·施瓦茨作詞、作曲，娃娃臉（Babyface）監製，演唱者為瑪麗亞·凱莉（Mariah Carey）及惠妮·休斯頓（Whitney Houston）。歌曲在美國告示牌百大單曲榜（Billboard Hot 100）最高排行為第15名；在歐洲等世界其他地區更受到廣泛關注，在英國單曲排行榜（UK Singles Chart）獲得第4名。1999年，《只要你相信》獲得奧斯卡最佳原創歌曲獎。
《只要你相信》收錄於1998年11月發行的《埃及王子原聲帶》中，亦收錄於同月發行的惠妮·休斯頓《摯愛》（My Love Is Your Love）及瑪麗亞·凱莉《獨一無二-白金冠軍單曲全選》（#1's）兩張專輯中。

## 翻唱
- 2007年，英國選秀冠軍得主里昂·傑克森（Leon Jackson）重新翻唱此曲，獲得英國單曲榜3週冠軍。[2]
- 2012年，陳潔儀、趙增熹在陳潔儀×趙增熹 傾城音樂會演唱了粵語版的《只要你相信》。[3]
- 2014年，香港中文大學幾位學生將歌曲改編成《傘下奇蹟》，以聲援香港雨傘運動。[4]